# New York Athletic Club
New York Athletic Club (NYAC) je americký soukromý klub zaměřený na rozvoj amatérského sportu. Byl založen 8. září 1868 v New Yorku a jeho prvním předsedou byl William Buckingham Curtis. Klub sídlí na 59. ulici v Manhattanu, venkovní sportoviště má na Travisově ostrově ve Westchester County. V roce 2015 měl okolo 8600 členů.
V klubu se provozuje 22 sportovních odvětví: americká házená, basketbal, box, cyklistika, fotbal, házená, judo, lakros, lehká atletika, platform tennis, plavání, přespolní běh, ragby, sportovní gymnastika, sportovní šerm, squash, stolní tenis, tenis, triatlon, veslování, vodní pólo a zápas.
V roce 1876 uspořádal NYAC první mistrovství USA v lehké atletice. V roce 2003 se v jeho prostorách konal zápas Garriho Kasparova s počítačem X3D Fritz. NYAC také hostí nejvýznamnější americkou šermířskou soutěž Mercury Cup.
Členové klubu se zúčastnili všech moderních olympijských her s výjimkou LOH 1980 v Moskvě, které USA bojkotovaly. Celkem získali 271 olympijských medailí, z toho 151 zlatých. Ke známým členům patří Michelle Carterová, Al Oerter, Jay Silvester, Lindy Remigino, Harry Babcock, Ray Ewry, Kayla Harrisonová, Ronda Rouseyová, Bruce Baumgartner, Alberto Zorrilla a Vincent Richards.
Klub byl často kritizován za své elitářství (podmínkou přijetí je doporučení stávajícího člena), vedoucí k řadě omezení na základě pohlaví, etnického původu a majetku. V roce 1968 proto zorganizovali barevní sportovci bojkot NYAC. V roce 1989 začal na základě rozhodnutí Nejvyššího soudu klub přijímat ženy a Antonio McKay se stal téhož roku jeho prvním afroamerickým členem.